# 1641 km
1641 km (ukr. 1641 км, ros. 1641 км) – przystanek kolejowy w miejscowości Skotarśke, w rejonie wołowieckim, w obwodzie zakarpackim, na Ukrainie. Leży na linii Lwów – Stryj – Batiowo – Czop. Położony jest pomiędzy dwoma tunelami.